# Ignacy Żyła
Ignacy Jan Żyła, ps. „Ignacy Pokorski” (ur. 20 czerwca 1893 w Krakowie, zm. ?) – porucznik piechoty Wojska Polskiego, działacz niepodległościowy, kawaler Orderu Virtuti Militari.

## Życiorys
Urodził się 20 czerwca 1893 w Krakowie, w rodzinie Franciszka i Franciszki z Szottów. W 1906, po ukończeniu pięciu klas szkoły powszechnej, rozpoczął pracę jako robotnik by móc utrzymać matkę i rodzeństwo.
W czasie I wojny światowej walczył w szeregach 2. kompanii 5 pułku piechoty Legionów Polskich, w stopniu sekcyjnego. 4 lipca 1916 został ranny w bitwie pod Kostiuchnówką.
W latach 20. i 30. XX wieku pełnił służbę w 78 pułku piechoty w Baranowiczach. Na stopień podporucznika został mianowany ze starszeństwem z 1 stycznia 1923 w korpusie oficerów piechoty. 17 lipca 1925 został mianowany z dniem 1 kwietnia 1925 porucznikiem ze starszeństwem z 1 stycznia 1925 i 16. lokatą w korpusie oficerów piechoty. W marcu 1934 został zwolniony z zajmowanego stanowiska i oddany do dyspozycji dowódcy Okręgu Korpusu Nr IX, a z dniem 31 sierpnia 1934 przeniesiony w stan spoczynku.
19 września 1939, po przejściu granicy z Litwą w Zawiasach, został internowany . 13 lipca 1940 został przekazany do Obozu NKWD w Kozielsku, a 2 lipca 1941 do Obozu NKWD w Griazowcu . 3 września 1941, po uwolnieniu, przybył do Tockoje .
Był żonaty.

## Ordery i odznaczenia
- Krzyż Srebrny Orderu Wojskowego Virtuti Militari nr 6674 – 17 maja 1922[17][18][19]
- Krzyż Niepodległości – 13 kwietnia 1931 „za pracę w dziele odzyskania niepodległości”[20][1]
- Krzyż Walecznych[21][22]
- Medal Pamiątkowy za Wojnę 1918–1921[23]
- Medal Dziesięciolecia Odzyskanej Niepodległości[23]
- Odznaka „Za wierną służbę”[23]
- Odznaka pamiątkowa Polskiej Organizacji Wojskowej[23]
- Państwowa Odznaka Sportowa[24]
- Odznaka Strzelecka[24]
- Odznaka pamiątkowa 78 pułku piechoty[24]